# Gustaf Olson i Torsby
Anders Gustaf Olson (i riksdagen kallad Olson i Torsby), född 27 april 1879 i Ny församling, (Jösse Ny), Värmlands län, död 27 februari 1952 i Gustav Vasa församling, Stockholm, var en svensk bankkamrer och politiker (liberal, senare högerman). 
Gustaf Olson, som kom från en bondefamilj, var bankkamrer vid Wermlands Enskilda banks avdelningskontor i Torsby från 1907. Han var också ordförande i Torsby municipalstämma och i Fryksände landskommuns kommunalstämma och kommunalfullmäktige.
Olson var riksdagsledamot i andra kammaren i två omgångar, dels 1912-1914 för Värmlands läns norra valkrets, dels 1929-1931 för Värmlands läns valkrets. Den första omgången tillhörde han, som kandidat för Frisinnade landsföreningen, Liberala samlingspartiet i riksdagen, medan han perioden 1929-1931 tillhörde Allmänna valmansförbundets andrakammargrupp Lantmanna- och borgarpartiet. Han var bland annat suppleant i lagutskottet 1914 och i bankoutskottet 1929-1931. Han engagerade sig bland annat i kommunikationspolitik.